# Clásica de Almería 1995
La Clásica de Almería 1995, decima edizione della corsa, si disputò il 28 febbraio 1995 su un percorso di 192 km. Fu vinta dal belga Jean-Pierre Heynderickx, che terminò in 5h11'53". La gara era classificata di categoria 1.4 nel calendario dell'UCI.

## Ordine d'arrivo (Top 10)
| Pos. | Corridore           | Squadra      | Tempo    |
| ---- | ------------------- | ------------ | -------- |
| 1    | J.P. Heynderickx    | Collstrop    | 5h11'53" |
| 2    | Jo Planckaert       | Collstrop    | s.t.     |
| 3    | Edwig Van Hooydonck | Novell Soft. | s.t.     |